# Städtische Turnhalle Cottbus

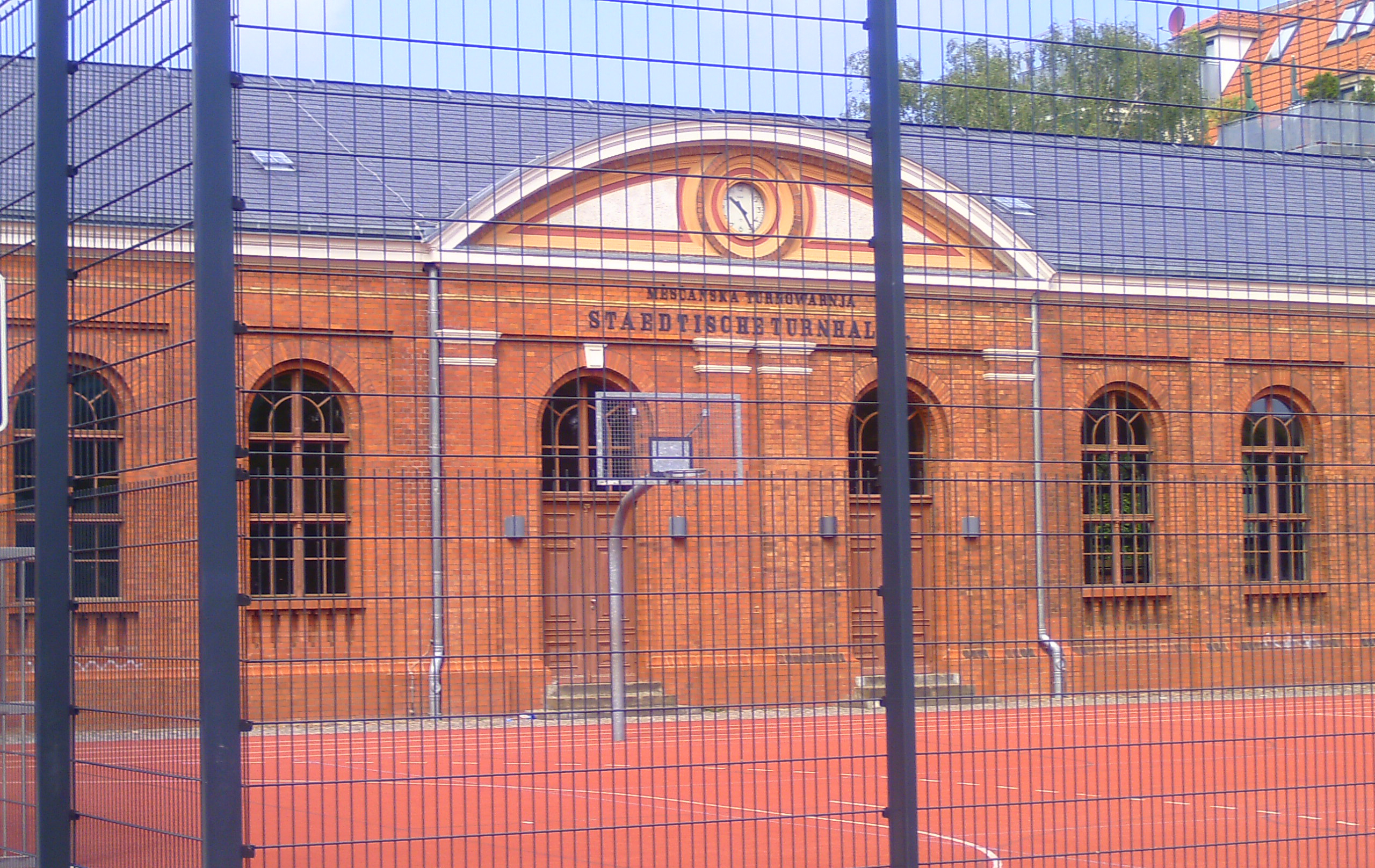
Städtische Turnhalle Cottbus (2012)

Die Städtische Turnhalle ist ein unter Denkmalschutz stehendes Gebäude in der Stadt Cottbus in Brandenburg. Sie befindet sich im Norden des Stadtteils Mitte und wurde im Jahr 1873 als Schulturnhalle für die städtische Knabenmittelschule und für den Cottbuser Turnverein 1862 errichtet und heute von der Erich Kästner Grundschule genutzt.

## Geschichte und Architektur
Die Turnhalle wurde im Jahr 1873 nach einem Entwurf der „Preußischen Vorschrift für Schulturnhallen“ durch den Mauermeister Ackermann und den Ratszimmermeister Grünenthal errichtet. Sie diente zunächst zur Abhaltung des Turnunterrichts für die Schüler der höheren Cottbuser Lehreinrichtungen und wurde ab 1888 von allen städtischen Schulen genutzt. Des Weiteren trainierten in der Halle der Cottbuser TV 1862, der Arbeiterturnverein und die Turnerwehr. Zwischen 1889 und 1890 wurde die Halle um einen spiegelbildlichen Erweiterungsbau vergrößert, nach 1927 entstand an der westlichen Seite des Gebäudes ein Anbau zur Lagerung der Turngeräte. Das Gebäude südlich der Halle diente ab 1883 als Wache 2 der Cottbuser Turnerfeuerwehr. In den Jahren 2003 und 2004 wurden die Turnhalle und das Feuerwehrhaus saniert und durch einen Zwischenbau miteinander verbunden.
Die Halle steht an der Straßenecke Friedrich-Ludwig-Jahn-Straße/Zimmerstraße mit Ausrichtung zur Friedrich-Ludwig-Jahn-Straße, wobei sie weit von der Straße zurückgesetzt ist. Sie ist ein langgestreckter eingeschossiger Bau aus Ziegelmauerwerk mit Walmdach. Die Längswände sind durch Lisenenordnung gegliedert mit rundbogigen Fenster- und Türöffnungen, einem Kehlziegelband oberhalb des Sockels und einem angeputzten Traufgesims. Über dem Eingangsbereich im Mittelrisalit befindet sich ein rundbogiger Segmentbogengiebel mit vier Pilastern. Auf dem Architrav befindet sich die Aufschrift „Städtische Turnhalle/Měsćańska Turnowanja“. An den Schmalseiten befinden sich ebenfalls Eingangsrisaliten sowie übereinander angeordnete Rundbogenfenster.
Das Feuerwehrdepot auf dem südlichen Teil des Grundstücks ist ein eingeschossiger Ziegelmauerwerksbau mit Flachdach, die beiden westlichen Achsen sind zweigeschossig ausgebildet. Die Gliederung entspricht in etwa der Turnhalle. Das Gebäude wurde früher als Wagendepot, Remise und Pferdestall genutzt, weshalb die jetzigen Fensteröffnungen damals bis auf den Boden reichten. An der zur Straße ausgerichteten Schmalseite sind die früheren Öffnungen der Fahrzeugtore noch erkennbar. Vor der Halle liegt ein von sieben Linden eingefasster Sportplatz. An der westlichen Grundstücksgrenze ist ein Teil der alten ziegelsichtigen Umfassungsmauer erhalten.